# Saint-Paul-Cap-de-Joux
Saint-Paul-Cap-de-Joux (okzitanisch: Sant Pau del Cabdal Jòus) ist eine französische Gemeinde mit 1.060 Einwohnern (Stand: 1. Januar 2022) im Département Tarn in der Region Okzitanien. Die Gemeinde gehört zum Arrondissement Castres und zum Kanton Plaine de l’Agoût (bis 2015: Kanton Saint-Paul-Cap-de-Joux).

## Geografie
Saint-Paul-Cap-de-Joux liegt etwa 40 Kilometer östlich von Toulouse und etwa 15 Kilometer westnordwestlich von Castres am  Agout, der die Gemeinde im Norden begrenzt. Umgeben wird Saint-Paul-Cap-de-Joux von den Nachbargemeinden Damiatte im Norden, Serviès im Nordosten, Guitalens-L’Albarède im Osten, Puylaurens im Südosten, Prades im Süden sowie Teyssode im Westen.

## Bevölkerungsentwicklung
| Jahr                      | 1962 | 1968 | 1975 | 1982 | 1990 | 1999 | 2006 | 2013 |
| Einwohner                 | 956  | 920  | 963  | 898  | 924  | 960  | 1007 | 1097 |
| Quelle: Cassini und INSEE |      |      |      |      |      |      |      |      |

## Sehenswürdigkeiten

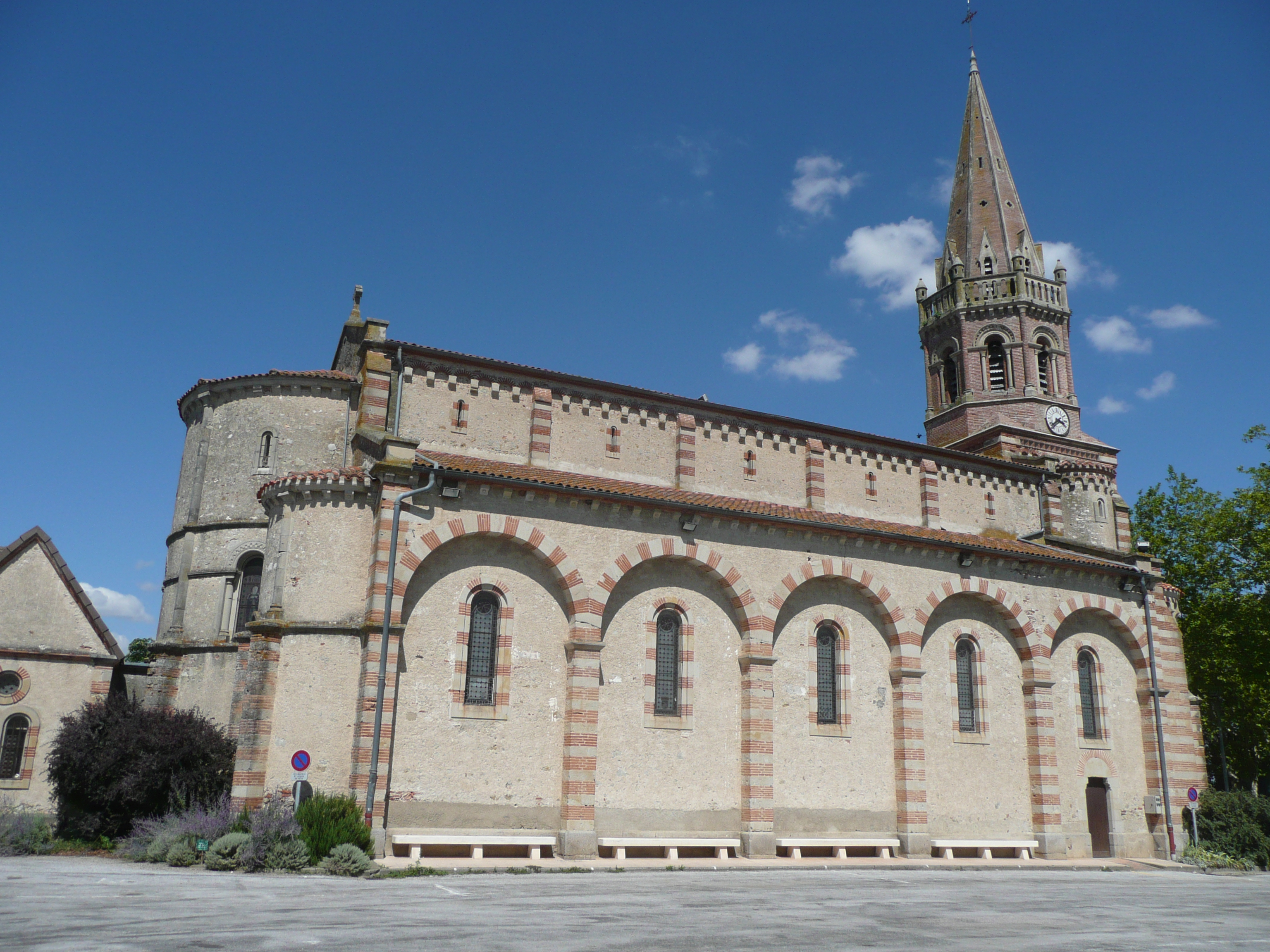
Kirche Saint-Paul

- Kirche Saint-Paul, Monument historique seit 2008

## Persönlichkeiten
- Paul Aussaresses (1918–2013), Brigadegeneral